# NGC 7755
NGC 7755 (другие обозначения — PGC 72444, ESO 471-20, MCG -5-56-14, UGCA 443, AM 2345-304, IRAS23452-3048) — спиральная галактика с перемычкой (SBc) в созвездии Скульптор.
Этот объект входит в число перечисленных в оригинальной редакции «Нового общего каталога».
В галактике вспыхнула сверхновая SN 2004cx типа II, её пиковая видимая звездная величина составила 17,0.